# 1826 год в литературе

## Книги
- «Последний из могикан» — роман Джеймса Фенимора Купера
- «Бюг-Жаргаль» — роман Виктора Гюго
- «Вудсток, или Кавалер» — роман Вальтера Скотта
- «Последний человек» — роман Мэри Шелли
- «Путешествие по Гарцу» — произведение Генриха Гейне
- «Мемуары Казановы» — мемуары Джакома Казановы

## Родились
- 15 (27) января — Михаил Евграфович Салтыков-Щедрин, русский писатель (умер в 1889).
- 15 марта — Адольф Жозеф Каркассонн, французский поэт и драматург (умер в 1891).
- 30 марта — Григорий Николаевич Геннади, русский библиограф и библиофил (умер в 1880).
- 6 апреля — Пётр Никитич Горский, русский поэт и автор физиологических очерков (умер в 1877).
- 23 июля — Александр Николаевич Афанасьев, собиратель русских народные сказок (умер в 1871).
- 10 сентября — Чезаре Донати, итальянский писатель и журналист (умер в 1913).
- 12 ноября — Алехандро Тапиа и Ривера, пуэрто-риканский прозаик, эссеист, поэт и драматург (умер в 1882).
- 24 ноября — Карло Коллоди (Carlo Collodi), итальянский писатель (умер в 1890).
- 4 декабря — Алексей Николаевич Плещеев, русский писатель, поэт, переводчик (умер в 1893).
- 28 декабря - Конрад Бюскен Хют, нидерландский писатель
- Герман Бёлау, немецкий книготорговец-издатель (умер в 1900).

## Скончались
- 30 января — Фёдор Васильевич Ростопчин, граф, русский государственный деятель и литератор (родился в 1763).
- 11 апреля — Сачал Сармаст, пенджабский суфийский поэт (родился в 1739).
- 3 июня — Николай Михайлович Карамзин, русский писатель и историк (родился в 1766).
- 25 июля — Кондратий Фёдорович Рылеев, русский поэт, общественный деятель, декабрист (родился в 1795).
- 26 августа — Ройалл Тайлер,  американский эссеист, драматург (родился в 1757).